# Commercial Union Assurance Masters 1973 - Singolare
Il singolare del Commercial Union Assurance Masters 1973 è stato un torneo di tennis facente parte della categoria Grand Prix.
Ilie Năstase era il detentore del titolo e ha battuto in finale 6–3, 7–5, 4–6, 6–3 Tom Okker.

## Tabellone

### Legenda
| - Q = Qualificato - WC = Wild card - LL = Lucky loser | - ALT = Alternate - SE = Special Exempt - PR = Protected Ranking | - w/o = Walkover - r = Ritirato - d = Squalificato |

|  | Semifinali    | Semifinali    | Semifinali    | Semifinali    | Semifinali    | Semifinali | Semifinali |  |  | Finale       | Finale       | Finale       | Finale | Finale | Finale | Finale |  |
|  |               |               |               |               |               |            |            |  |  |              |              |              |        |        |        |        |  |
|  | Ilie Năstase  | Ilie Năstase  | Ilie Năstase  | Ilie Năstase  | Ilie Năstase  | 6          | 7          |  |  |              |              |              |        |        |        |        |  |
|  | Jimmy Connors | Jimmy Connors | Jimmy Connors | Jimmy Connors | Jimmy Connors | 3          | 5          |  |  | Ilie Năstase | Ilie Năstase | Ilie Năstase | 6      | 7      | 4      | 6      |  |
|  | John Newcombe | John Newcombe | John Newcombe | John Newcombe | 6             | 5          | 5r         |  |  | Tom Okker    | Tom Okker    | Tom Okker    | 3      | 5      | 6      | 3      |  |
|  | Tom Okker     | Tom Okker     | Tom Okker     | Tom Okker     | 3             | 7          | 3          |  |  |              |              |              |        |        |        |        |  |

## Round robin

### Gruppo Blu
|  |               | Năstase       | Newcombe      | Kodeš         | Gorman        | RR W–L | Set W–L | Game W–L | Posizione |
|  | Ilie Năstase  |               | 7–5, 6–3      | 6–4, 2–6, 6–4 | 4–6, 1–6      | 2–1    | 4–3     | 32–34    | 1         |
|  | John Newcombe | 5–7, 3–6      |               | 6–4, 6–1      | 3–6, 6–2, 6–2 | 2–1    | 4–3     | 35–28    | 2         |
|  | Jan Kodeš     | 4–6, 6–2, 4–6 | 4–6, 1–6      |               | 6–3, 3–6, 6–3 | 1–2    | 3–5     | 34–38    | 3         |
|  | Tom Gorman    | 6–4, 6–1      | 6–3, 2–6, 2–6 | 3–6, 6–3, 3–6 |               | 1–2    | 4–4     | 34–35    | 4         |

La classifica viene stilata in base ai seguenti criteri: 1) Numero di vittorie; 2) Numero di partite giocate; 3) Scontri diretti (in caso di due giocatori pari merito ); 4) Percentuale di set vinti o di games vinti (in caso di tre giocatori pari merito ); 5) Decisione della commissione.

### Gruppo Bianco
|  |                | Okker    | Connors       | Smith         | Orantes       | RR W–L | Set W–L | Game W–L | Posizione |
|  | Tom Okker      |          | 7–5, 6–3      | 7–6, 6–3      | 6–1, 6–3      | 3–0    | 6–0     | 38–21    | 1         |
|  | Jimmy Connors  | 5–7, 3–6 |               | 6–0, 3–6, 7–6 | 6–3, 6–2      | 2–1    | 4–3     | 36–30    | 2         |
|  | Stan Smith     | 6–7, 3–6 | 0–6, 6–3, 6–7 |               | 7–5, 4–6, 6–3 | 1–2    | 3–5     | 38–43    | 3         |
|  | Manuel Orantes | 1–6, 3–6 | 3–6, 2–6      | 5–7, 6–4, 3–6 |               | 0–3    | 1–6     | 23–41    | 4         |

La classifica viene stilata in base ai seguenti criteri: 1) Numero di vittorie; 2) Numero di partite giocate; 3) Scontri diretti (in caso di due giocatori pari merito ); 4) Percentuale di set vinti o di games vinti (in caso di tre giocatori pari merito ); 5) Decisione della commissione.